# L'era glaciale - In rotta di collisione
L'era glaciale - In rotta di collisione (Ice Age: Collision Course) è un film d'animazione del 2016, diretto da Mike Thurmeier e da Galen T. Chu (quest'ultimo in veste di co-regista), prodotto dalla 20th Century Animation, in co-produzione con i Blue Sky Studios, e distribuito dai 20th Century Fox. È il quinto capitolo del franchise de L'era glaciale ed il sequel di L'era glaciale 4 - Continenti alla deriva (2012).
Il film è stato presentato in anteprima al Sydney Film Festival il 19 giugno 2016 ed è uscito negli Stati Uniti il 22 luglio 2016. Ha ricevuto recensioni negative dalla critica e ha incassato $ 408,5 milioni in tutto il mondo contro un budget di produzione di $ 105 milioni, incassando al di sotto delle aspettative nel mercato statunitense, ma guadagnando meglio a livello internazionale. È stato distribuito uno spin-off autonomo, intitolato L'era glaciale - Le avventure di Buck, nel 2022 su Disney+, mentre un sesto film è attualmente in fase di sviluppo e l'uscita è probabilmente prevista per il 2026..
L'edizione home video è stata distribuita con il titolo L'era glaciale 5 - In rotta di collisione.

## Trama
Scrat, nell'ennesimo tentativo di mettere al sicuro la sua preziosa ghianda, ritrova un UFO ibernato nel ghiaccio (probabilmente la stessa astronave intravista nel primo film) che possiede una tecnologia forse di un'antica civiltà aliena di scoiattoli; con la ghianda riattiva l'astronave ma, incapace di controllarla, finisce nello spazio dove crea il Sistema Solare e manda accidentalmente un gigantesco asteroide contro la Terra.
Nel frattempo Manny è alle prese con il nuovo fidanzato di sua figlia Pesca, Julian, e con il futuro matrimonio dei due. Diego e Shira, sposati da due anni, progettano di avere dei figli ma la coppia è turbata dal fatto che i bambini sono spaventati da loro, data la loro natura carnivora, mentre Sid è stato lasciato dalla sua ex-compagna Francine, una giovane bradipa con cui voleva sposarsi. Intanto, gli animali organizzano una festa a sorpresa per l'anniversario di Manny ed Ellie, che il mammut ha dimenticato. Durante i festeggiamenti avviene una pioggia di meteoriti minori, che gli animali scambiano per fuochi d’artificio, seguita da una pioggia di meteoriti più grandi che costringe Manny e il resto del gruppo a scappare e ad abbandonare la loro casa.
Intanto, nel mondo sotterraneo dei dinosauri, Buck sta salvando un uovo di Triceratops da un trio di Dakotaraptor di nome Gavin, Gertie e Roger e dopo averli ostacolati riconsegna l'uovo alla sua legittima proprietaria. Cercando di fuggire dai tre raptor infuriati, si lancia verso una collina e atterra in un passaggio sotterraneo, il quale lo porta in un'antichissima caverna in cui trova un pilastro in pietra inciso. Buck riesce a fuggire dal mondo dei dinosauri e ad arrivare nel mondo soprastante dove, incontrati Manny, Sid, Diego e il resto del branco, rivela loro quanto scritto sul pilastro da lui rinvenuto: diversi asteroidi avevano già colpito la Terra in precedenza, causando ogni volta massicce estinzioni. Ora che un gigantesco asteroide si sta dirigendo verso la Terra, Buck propone al branco di andare sul luogo in cui si sono schiantati i precedenti asteroidi per vedere cosa attrae l'asteroide per poi organizzare un piano per mandarlo lontano dal pianeta; il gruppo si mette cosi alla ricerca di un altro vecchio meteorite precedentemente caduto sulla Terra.
Gavin origlia di nascosto la loro conversazione e, grazie al varco nella superficie aperto da Buck e al fatto che sa volare, fugge dal mondo dei dinosauri insieme a Gertie e Roger. Il suo piano è quello di uccidere Manny, Sid, Diego, Buck e qualunque altro membro del branco, fare atterrare l'asteroide e fare uccidere così tutti i mammiferi, cosicché lui potrà dominare il mondo intero sopravvivendo durante la catastrofe (dato che sa volare). Così si mette in volo seguendo il branco in modo da poterli attaccare non appena li raggiunge.
Sid e gli altri continuano il loro viaggio ancora guidati da Buck e scoprono che i meteoriti sono magnetici, così come l'asteroide principale. Buck teorizza che se prendendone una quantità sufficiente e li lanciassero nello spazio devierebbero la rotta dell'asteroide e il mondo sarebbe salvo. Scrat, ancora nello spazio, nel tentativo di prendere la sua ghianda, scatena involontariamente una tempesta elettrica su una foresta della Terra in cui si trovano Manny e gli altri: nel tentativo di scappare via da Gavin che li stava attaccando, infatti, Buck li ha portati dentro la foresta per continuare il viaggio senza essere ostacolati. Manny, Sid, Diego e tutti gli altri devono scappare e riescono grazie a Diego stesso a scamparne. Dopo essere scappati al pericolo, Diego trova una piuma di Gavin e comincia a capire con quale tipo di nemico hanno a che fare stavolta, mentre Buck adotta una zucca convinto che sia una bambina e la chiama Bronwyn. Intanto Gavin capisce che pianifica i suoi piani per uccidere Buck perfettamente per poi sbagliarsi nei dettagli, così decide di mandare qualcun altro a catturare Buck.
Dopo le interferenze di Gavin, Manny e il branco si mettono al riparo per la notte. Qui Roger viene mandato da Gavin a catturare Buck, ma nel buio cattura invece Nonnina che malmena i tre dinosauri prima di essere allontanata da Gavin. La mattina dopo, il branco ritrova Nonnina e anche l'ultimo asteroide che cadde sulla Terra: il piano è di spararlo nel cielo in modo da deviare quello in arrivo ma scoprono che esso è un luogo magico abitato da animali che, grazie al magnetismo che li pervade, non invecchiano mai. Tra questi vi sono Shangri Llama, un eccentrico e fin troppo rilassato Aeopycamelus nonché il re di Geotopia, il coniglio Teddy e Brooke, una femmina di bradipo che si innamora di Sid. A complicare ulteriormente le cose interviene Shangri Llama stesso che si rifiuta di dare i cristalli al branco per lanciarli nello spazio perché lui e gli altri abitanti di Geotopia invecchierebbero. Shangri comincia inoltre a dimostrarsi molto egocentrico e sembra essere completamente ignorante e ingenuo al pericolo dell'asteroide: Sid, cercando di estrarre un cristallo per Brooke, distrugge accidentalmente Geotopia provocando l'ira di Shangri Llama, che comincia a insultare Sid, rivelando che la parete di Geotopia era l'unica cosa che permetteva ai cristalli di ringiovanirli e così mentre parla invecchia insieme con Brooke, Teddy, gli unicorni Misty e Bubbles e tutti gli altri abitanti di Geotopia. Dopo questo fatto rifiuta ancora di più di dare i cristalli al gruppo, ma Brooke convince gli abitanti di Geotopia a darglieli comunque. Shangri Llama, capendo che non lo ascolta più nessuno, è costretto ad aiutarli, così tutti buttano i cristalli in un vulcano per utilizzare l'eruzione per rispedire l'asteroide nello spazio.
Il gruppo e gli abitanti di Geotopia si mettono così a buttare i cristalli nel vulcano. Mentre Manny, Sid e Diego stanno per buttare l'ultimo cristallo nel vulcano, Gavin manda Gertie a impedirglielo facendo cadere il cristallo lontano dai tre, poi manda Roger a immobilizzare Buck e così Gavin esce allo scoperto rivelando il suo piano a Buck (che Neil deBuck Weasel, furetto subconscio nella mente di Buck che è la coscienza di quest'ultimo, trova la cosa più stupida che abbia mai sentito) ma ben presto comincia a vedere che il suo piano non è così geniale come credeva. Non volendo rassegnarsi cerca di uccidere Buck, ma viene fermato da Roger stesso che gli dice che se vuole sopravvivere alla catastrofe deve aiutare il branco e convince Gavin, insieme con Gertie e Buck, che decide finalmente di cooperare alla missione dando un piccolo aiuto alzando il cristallo e portandolo in volo verso il vulcano. Il piano riesce e l'asteroide viene rispedito nello spazio.
Il gruppo, ora completato da Buck — che ha deciso di andare a vivere col branco — e Julian (ora accettato da Manny come suo genero), può rimettersi in viaggio verso casa. Sid è però costretto a dire addio a Brooke, che ha deciso di rimanere a Geotopia a causa del suo aspetto decrepito. Il bradipo decide di lasciare anche Nonnina a vivere a Geotopia, ma le promette che si rivedranno. Tuttavia, un cristallo sopravvissuto all'esplosione del vulcano cade nella vasca in cui ci sono Shangri Llama, Brooke, Teddy, Nonnina (Gladys) e gli abitanti di Geotopia ringiovanendoli tutti, compresa Nonnina che si fidanza con Teddy. La sorgente diventa così una fonte di eterna giovinezza e oltre a loro, fa ricrescere la fauna circostante. Brooke, anch'essa ringiovanita, decide di raggiungere Sid per tornare insieme.
Una volta tornati alla valle, si celebra il matrimonio di Pesca e Julian in cui Manny si riconcilia con Julian. Diego e Shira sono visti come degli eroi dai bambini e Brooke appare durante il matrimonio per riunirsi con Sid. Per festeggiare la loro vittoria, Brooke canta My Superstar a Sid che si mette a ballare insieme con lei e il resto del branco, tra cui i redenti Gavin, Roger e Gertie.
Scrat invece è ancora nello spazio a bordo dell'astronave e perdendo il controllo di essa finisce su Marte, dove distrugge accidentalmente ogni forma di vita presente sul pianeta. A quel punto, facendo finta di niente, Scrat ritorna sulla sua astronave mettendola in moto e fuggendo via. Nella scena durante i titoli di coda, Scrat viene sbattuto via da alcune porte automatiche mentre cerca di riprendere la sua ghianda.

## Produzione
Con un budget stimato in 105 milioni di dollari L'era glaciale - In rotta di collisione è il film più costoso della saga.

## Distribuzione
Il film è stato distribuito nelle sale cinematografiche statunitensi il 22 luglio 2016 e in quelle italiane il 25 agosto successivo.

## Promozione
Il primo trailer del film, in cui si può sentire il brano Can't Hold Us di Macklemore e Ryan Lewis, è stato distribuito il 15 dicembre 2015.

## Accoglienza

### Incassi
L'era glaciale - In rotta di collisione ha incassato $ 64 milioni in Nord America e $ 344 milioni in altri territori per un totale mondiale di $ 408,5 milioni, contro un budget di produzione di $ 105 milioni. In termini di guadagni totali, i suoi mercati più grandi al di fuori del Nord America sono stati la Cina ($ 66 milioni) (con il paese che è anche il suo territorio più grande in assoluto), la Francia ($ 26,3 milioni), il Brasile ($ 25 milioni), la Germania ($ 24,7 milioni) e il Messico (22,2 milioni di dollari).
Negli Stati Uniti e in Canada è stato distribuito il 22 luglio 2016 (il giorno del 56º compleanno di John Leguizamo, doppiatore originale di Sid), e si prevedeva che avrebbe incassato 30-35 milioni di dollari da 3.997 sale nel fine settimana di apertura. Ha guadagnato $ 850.000 dalle anteprime del giovedì sera e $ 7,8 milioni il primo giorno. Ha debuttato con 21 milioni di dollari nel weekend di apertura, finendo quarto al botteghino. Il film ha terminato la sua corsa nelle sale con un incasso interno di $ 64 milioni. Prodotto con un budget di $ 105 milioni, il film è diventato il film con il minor incasso del franchise, nonché il film con il minor incasso dei Blue Sky Studios, facendo diventare il film un flop al botteghino nel mercato nordamericano.
Ha registrato la più grande apertura di tutti i tempi per la Fox in Argentina ($ 3,77 milioni), dove il suo debutto è anche il terzo più grande di tutti i tempi dietro Fast & Furious 7 e Captain America: Civil War, e la più grande apertura animata non festiva di sempre in India ($ 1,66 milioni).

### Critica
Il film è stato stroncato dalla critica e accolto in modo contrastante dal pubblico. Sono state criticate la sceneggiatura, la snaturalizzazione di molti dei famosi protagonisti (ad esempio Manny ed Ellie), il doppiaggio e soprattutto lo stile in originale che non sembra affatto un film de L'era glaciale sebbene i primi 5 minuti del film e il ritorno di Buck (a detta di molti l'unico personaggio, a parte Sid, a non essere stato snaturalizzato nel film) così come qualche scena comica e la colonna sonora di John Debney sono stati lodati.
Su Rotten Tomatoes, il film ha un indice di gradimento del 18% basato su 118 recensioni e una valutazione media di 4,5/10. Il consenso critico del sito recita: "Non originale e poco divertente, L'era glaciale - In rotta di collisione offre un'ulteriore prova che nemmeno gli incassi più salutari al botteghino possono impedire a un franchise di scivolare verso l'estinzione creativa". Su Metacritic, il film ha un punteggio medio ponderato di 34/100 basato sulle recensioni di 27 critici, indicando "recensioni generalmente sfavorevoli".
Katie Walsh del Los Angeles Times ha dato al film una recensione negativa, scrivendo che "è semplicemente una voce superficiale e annacquata della serie che sembra che avrebbe dovuto essere pubblicata in home video".
Anche la versione doppiata in italiano ha ricevuto critiche generalmente negative soprattutto per la seconda sostituzione di Leo Gullotta con Filippo Timi. Secondo MYmovies.it, L'era glaciale è divenuta una "saga interminabile che si ripete senza rinnovarsi mai e che procede ormai per accumulazione e non per variazione", con un voto per il film di 2/5, mentre per Movieplayer.it il film raggiunge la sufficienza. Voce fuori dal coro è Carola Proto di Comingsoon.it, che recensisce in maniera positiva il film, conferendogli comunque 3 stelle su 5.
La critica lo ha definito di "cattivo gusto e rude".

## Riconoscimenti
- 2017 - ASCAP Award
  - Miglior colonna sonora cinematografica a John Debney
- 2016 - Ischia Global Film & Music Festival
  - Ischia Dubbing Award a Marco Guadagno, Filippo Timi, Pino Insegno, Lee Ryan e Massimo Giuliani

## Sequel
A inizio febbraio 2022, dopo l'acquisizione della Fox da parte della Disney e l'uscita del film spin-off L'era glaciale - Le avventure di Buck (2022), viene confermato ufficialmente un sesto film della saga. Il film sarà scritto da Jim Hect, già sceneggiatore di L'era glaciale 2 - Il disgelo (2006) ed è attualmente in fase di sviluppo presso 20th Century Animation. Tuttavia, non è ancora noto se il film sarà davvero il sesto capitolo de L'era glaciale o uno spin-off della serie come Le avventure di Buck.
Nel novembre 2024 viene pubblicato l'annuncio ufficiale che il film è entrato in produzione dove viene mostrato il logo ufficiale. Il film uscirà ufficialmente nel 2026 .